# スター・ウォーズ: バッド・バッチ
『スター・ウォーズ: バッド・バッチ』（Star Wars: The Bad Batch）は、デイブ・フィローニ企画、Disney+配信によるアメリカ合衆国のテレビアニメである。『スター・ウォーズ』の一編となるこのシリーズはテレビアニメ『スター・ウォーズ/クローン・ウォーズ』のスピンオフ兼続編として機能している。製作はルーカスフィルム・アニメーション、ヘッドライターはジェニファー・コルベット、スーパーバイジングディレクターはブラッド・ラウが務める。
主役となる突然変異のエリートクローン・トルーパー部隊のバッド・バッチの声は全て『クローン・ウォーズ』から引き続いてディー・ブラッドリー・ベイカーが演じる。また部隊に加わる女性クローンのオメガの声をミシェル・アンが演じる。シリーズは2020年7月にDisney+で配信され、フィローニ、コルベット、ラウが着任した。
2021年5月4日より全16話が順次配信されている。

## 内容
『スター・ウォーズ/クローン・ウォーズ』で初登場した遺伝子変異を持つエリートクローン・トルーパー部隊のクローン・フォース99、通称バッド・バッチはクローン大戦の余波で大胆な傭兵任務に身を投じる。

## キャラクターとキャスト

### 主要キャラクター
バッド・バッチ

英語 - ディー・ブラッドリー・ベイカー、日本語吹替 - 金田明夫
クローン・フォース99として知られるエリート部隊であり、ハンター、レッカー、テク、クロスヘアー、エコーの5人で構成される。『スター・ウォーズ』の創始者であるジョージ・ルーカスはバッド・バッチが他のクローンよりもユニークで、それぞれに特別な能力があることを望んだが、スーパーヒーローにすることは望まなかった。声を担当するベイカーや日本語吹き替えの金田はカット・ロクウェインやレックスといった他のクローンの声も担当している。
オメガ
英語 - ミシェル・アン、日本語吹替 - 川勝未来
惑星カミーノで医療助手として働く若きクローンの少女。自分と同じく標準的なクローンたちとは遺伝的に逸脱するバッド・バッチの面々に親近感を感じる。

### ゲスト
ナレーター
英語 - トム・ケイン、日本語吹替 - 若本規夫
AZI-3
英語 - ベンジャミン・ディスキン、日本語吹替 - 越後屋コースケ
惑星カミーノの医療ドロイド。
バトル・ドロイド
英語 - マシュー・ウッド、日本語吹替 - 間宮康弘
ケイレブ・デューム
英語 - フレディ・プリンゼ・ジュニア、日本語吹替 - バトリ勝悟
デパ・ビラバのパダワン。惑星カラーでのオーダー66から逃れる。
デパ・ビラバ
英語 - アーチー・パンジャビ、日本語吹替 - 藤本喜久子
惑星カラーのクローン部隊を指揮するジェダイマスター。オーダー66で戦争を共にしてきた自身のクローン部隊に殺害される。
パルパティーン皇帝
英語 - イアン・マクダーミド、日本語吹替 - 稲垣隆史⇒青森伸
ラマ・スー
英語 - ボブ・バーゲン、日本語吹替 - 金尾哲夫
惑星カミーノの首相。
ナラ・セ
英語 - グウェンドリン・ヨー、日本語吹替 - 五十嵐麗
クローン製造を担当するカミーノの科学者。
ソウ・ゲレラ
英語 - アンドリュー・キシーノ、日本語吹替え - 立木文彦
反乱同盟軍と関係するレジスタンス戦士。
ターキン提督
英語 - スティーブン・スタントン、日本語吹替え - 小形満
銀河帝国の将校。

シェーア・ロクウェイン
英語 - ニカ・フッターマン、日本語吹替え - 青木紀子
カット・ロクウェインの義理の娘。
ジェック・ロクウェイン
英語 - キャス・スーシー、日本語吹替え - 上川ゆう
カット・ロクウェインの義理の息子。
スー・ロクウェイン
英語 - カーラ・ピフコ、日本語吹替え - 宮島依里
カット・ロクウェインの妻。

フェネック・シャンド
英語 - ミンナ・ウェン、日本語吹替え - 花藤蓮
優秀な傭兵でスナイパー。

## エピソード

### シーズン1
| 通算 話数 | タイトル                               | 監督                                                         | 脚本                                        | 公開日        |
| --- | -------------------------------------- | ------------------------------------------------------------ | ------------------------------------------- | ------------- |
| 1 | "余波" "Aftermath"                     | スチュワード・リー&サウル・ルイス&ナサニール・ヴィラヌエヴァ | ジェニファー・コルベット&デイブ・フィローニ | 2021年5月4日  |
| クローン大戦末期。 バッド・バッチが惑星カラーでの戦闘でジェダイマスターのデパ・ビラバとそのパダワンのケイレブ・デュームを支援している際にオーダー66が発令され、ビラバは殺されてしまう。バッド・バッチも指令を受けるが、それを忠実に実行しようとしたのはクロスヘアーのみであり、隊長のハンターはデュームを見逃す。惑星カミーノに戻ったバッド・バッチは戦争が終結し、共和国に代わって新たに銀河帝国が成立したことを知り、また不完全な若い女性クローンのオメガと出会う。クローンの能力を評価するためにやってきたターキン提督によりバッド・バッチは惑星オンダロンに潜む分離主義勢力の残党狩りを命じられる。しかしバッド・バッチがそこで目にしたのは新帝国への服従を拒否するソウ・ゲレラがまとめる難民たちであった。ハンターは部下たちに任務を放棄させてオメガと合流するためにカミーノへ戻るが、反逆罪で逮捕されてしまう。クロスヘアーはターキンの命令で抑制チップを強化され、バッド・バッチの他のメンバーとオメガは彼らの攻撃を退けつつカミーノを脱出する。 |                                        |                                                              |                                             |               |
| 2 | "脱出" "Cut and Run"                   | スチュワード・リー                                           | ガーシムラン・サンドゥ                      | 2021年5月7日  |
| バッド・バッチとオメガは脱走したクローン兵のカット・ロクウェインに会うために惑星サルーカマイを訪れる。カットはハンターに抑制チップの情報を伝え、さらに軍の勢力が増しているために家族を連れて脱出する計画を話す。2人は交通機関を使うには帝国が新たに導入したチェーンコードが必要であることを知る。テクとエコーはオメガの助けを借りつつチェーンコードを盗んで偽造し、一同はカットとその家族にそれを届けて輸送機に搭乗させる。ハンターはオメガには家族が必要だと考えてカットの一家に預けようとしたが、彼女はそれを拒否してバッド・バッチのもとに留まる道を選ぶ。 |                                        |                                                              |                                             |               |
| 3 | "エリート分隊" "Replacements"          | ナサニール・ヴィラヌエヴァ                                   | マット・ミチョベネッツ                      | 2021年5月14日 |
| バッドバッチとオメガは、サレウカミで船が損傷して月に取り残され、オルド・ムーン・ドラゴンが船の修理に必要な部品を盗んでしまう。ハンターとオメガは部品を取り戻すために出発したが、ハンターは無力化されてしまう。オメガは一人で行動を続け、ドラゴンを追跡して戦闘なしで部品を回収することができた。カミーノでは、ターキンとランパート提督が、ゲレラのキャンプを一掃するためにオンデロンに派遣された徴兵制の新部隊の指揮をクロスヘアに任せる。ゲレラはすでにいなくなっており、クロスヘアは不誠実な新兵を1人殺してしまうが、残りの新兵はそれに従い、成功を収める。ターキンは、カミーノの首相ラマ・スーについて、徴兵制兵士の可能性を見出している。 |                                        |                                                              |                                             |               |
| 4 | "追いつめられて" "Cornered"            | サール・ルイズ                                               | クリスチャン・テイラー                      | 2021年5月21日 |
| イダフローの隠れ家に向かう途中、バッドバッチは最寄りの惑星パントーラに立ち寄ることを余儀なくされ、物資を集め、テックが船のサインを修正することになる。パントーラの着陸ベイの係員がバッドバッチを識別し、オメガを回収するために雇われた傭兵のフェネック・シャンドに知らせる。ハンター、エコー、オメガは物資を探し、テックとレッカーは船内で作業をする。オメガはシャンドに声をかけられ、ハンターはシャンドを街中で追いかけることになる。ハンターとオメガはシャンドを失い、改造を終えたバッドバッチはパントラから出発する。 |                                        |                                                              |                                             |               |
| 6 | "ドロイドの墓場" "Decommissioned"      | ナサニール・ヴィラヌエヴァ                                   | アマンダ・ローズ・ムニョーズ                | 2021年6月4日  |
| 7 | "戦いの傷痕" "Battle Scars"            | サール・ルイズ                                               | ジェニファー・コルベット                    | 2021年6月11日 |
| 8 | "再会" "Reunion"                       | スチュワード・リー                                           | クリスチャン・テイラー                      | 2021年6月11日 |
| 9 | "失われた賞金" "Bounty Lost"           | ブラッド・ラウ ナサニール・ヴィラヌエヴァ                    | マット・ミチョベネッツ                      | 2021年6月25日 |
| 10 | "対等な仲間" "Common Ground"           | サール・ルイズ                                               | ガーシムラン・サンドゥ                      | 2021年7月2日  |
| 11 | "悪魔の契約" "Devil's Deal"            | スチュワード・リー                                           | タマラ・ベイチャー・ウィルキンソン          | 2021年7月9日  |
| 12 | "ライロスからのSOS" "Rescue on Ryloth" | ナサニール・ヴィラヌエヴァ                                   | ジェニファー・コルベット                    | 2021年7月16日 |
| 13 | "群れ" "Infeste"                       | サール・ルイズ                                               | アマンダ・ローズ・ムニョーズ                | 2021年7月23日 |
| 14 | "ウォー・マントル" "War-Mantle"        | スチュワード・リー                                           | ダマーニ・ジョンソン                        | 2021年7月30日 |
| 15 | "カミーノへの帰還" "Return to Kamino"  | ナシャニール・ヴィラヌエヴァ                                 | マット・ミチョベネッツ                      | 2021年8月6日  |
| 16 | "カミーノ滅亡" "Kamino Lost"           | サール・ルイズ                                               | ジェニファー・コルベット                    | 2021年8月13日 |

### シーズン2
| 通算 話数 | シーズン 話数 | タイトル             | 監督                                      | 脚本                                            | 公開日        |
| --------- | ------------- | -------------------- | ----------------------------------------- | ----------------------------------------------- | ------------- |
| 17        | 1             | "勝利品"             | スチュワード・リー                        | ジェニファー・コルベット                        | 2023年1月4日  |
| 18        | 2             | "戦争の爪痕"         | ナサニール・ヴィラヌエヴァ                | ジーナ・ルシータ・モンニール                    | 2023年1月4日  |
| 19        | 3             | "孤独なクローン"     | サール・ルイズ                            | アマンダ・ローズ・ムニョーズ                    | 2023年1月11日 |
| 20        | 4             | "ライオット・レース" | スチュワード・リー                        | マット・ミチョベネッツ                          | 2023年1月18日 |
| 21        | 5             | "埋もれた秘宝"       | ナサニール・ヴィラヌエヴァ                | クリストファー・ヨースト                        | 2023年1月25日 |
| 22        | 6             | "部族"               | スチュワード・リー                        | マット・ミチョベネッツ                          | 2023年2月1日  |
| 23        | 7             | "クローン謀議"       | ナサニール・ヴィラヌエヴァ                | エズラ・ナッチマン                              | 2023年2月8日  |
| 24        | 8             | "真実と結末"         | スチュワード・リー                        | ダマーニ・ジョンソン                            | 2023年2月8日  |
| 25        | 9             | "分かれ道"           | ナサニール・ヴィラヌエヴァ                | ブルーク・ロバーツ                              | 2023年2月15日 |
| 26        | 10            | "奪回"               | スチュワード・リー                        | モイゼス・ザモーラ                              | 2023年2月22日 |
| 27        | 11            | "メタモルフォーゼ"   | サール・ルイズ                            | サビール・ピルザーダ                            | 2023年3月1日  |
| 28        | 12            | "前哨基地"           | ナサニール・ヴィラヌエヴァ ブラッド・ラウ | ジェニファー・コルベット                        | 2023年3月8日  |
| 29        | 13            | "パブー"             | スチュワード・リー                        | アマンダ・ローズ・ムニョーズ                    | 2023年3月15日 |
| 30        | 14            | "転換点"             | サール・ルイズ                            | ジェニファー・コルベット マット・ミチョベネッツ | 2023年3月22日 |
| 31        | 15            | "サミット"           | ナサニール・ヴィラヌエヴァ                | マット・ミチョベネッツ                          | 2023年3月29日 |
| 32        | 16            | "プラン99"           | スチュワード・リー                        | ジェニファー・コルベット                        | 2023年3月29日 |

### シーズン3
| 通算 話数 | シーズン 話数 | タイトル           | 監督                                             | 脚本                                            | 公開日        |
| --------- | ------------- | ------------------ | ------------------------------------------------ | ----------------------------------------------- | ------------- |
| 33        | 1             | "囚人"             | サール・ルイズ                                   | ジェニファー・コルベット                        | 2024年2月21日 |
| 34        | 2             | "未知の道"         | ネイト・ヴィラヌエヴァ                           | マット・ミチョベネッツ                          | 2024年2月21日 |
| 35        | 3             | "タンティスの影"   | スチュワード・リー                               | マット・ミチョベネッツ                          | 2024年2月21日 |
| 36        | 4             | "それぞれのやり方" | サール・ルイズ                                   | エズラ・ナッチマン                              | 2024年2月28日 |
| 37        | 5             | "帰還"             | ネイト・ヴィラヌエヴァ                           | アマンダ・ローズ・ムニョーズ                    | 2024年3月6日  |
| 38        | 6             | "侵入"             | スチュワード・リー                               | ブラッド・ラウ                                  | 2024年3月13日 |
| 39        | 7             | "救出"             | サール・ルイズ                                   | ジェニファー・コルベット マット・ミチョベネッツ | 2024年3月13日 |
| 40        | 8             | "危険領域"         | ネイト・ヴィラヌエヴァ                           | マット・ミチョベネッツ                          | 2024年3月20日 |
| 41        | 9             | "前触れ"           | スチュワード・リー                               | ジェニファー・コルベット                        | 2024年3月27日 |
| 42        | 10            | "迷い"             | サール・ルイズ                                   | アマンダ・ローズ・ムニョーズ                    | 2024年4月3日  |
| 43        | 11            | "覚悟の時"         | ネイト・ヴィラヌエヴァ                           | アマンダ・ローズ・ムニョーズ                    | 2024年4月3日  |
| 44        | 12            | "ジャガーノート"   | スチュワード・リー                               | エズラ・ナッチマン                              | 2024年4月10日 |
| 45        | 13            | "突破口"           | サール・ルイズ                                   | ブラッド・ラウ                                  | 2024年4月17日 |
| 46        | 14            | "敵陣へ"           | ネイト・ヴィラヌエヴァ                           | マット・ミチョベネッツ                          | 2024年4月24日 |
| 47        | 15            | "援軍の到着"       | スチュワード・リー サール・ルイズ ブラッド・ラウ | ジェニファー・コルベット                        | 2024年5月1日  |

## 製作

### 背景
2016年9月までに『スター・ウォーズ/クローン・ウォーズ』と『スター・ウォーズ 反乱者たち』のスーパーバイジングディレクターのデイブ・フィローニはシリーズの脚本執筆とルーカスフィルムの今後のテレビアニメ企画を進めるために『反乱者たち』でのその立場から退いた。2018年7月、フィローニは『クローン・ウォーズ』の最終シーズンが2020年にストリーミングサービスのDisney+で公開されることを発表した。最終シーズンには不良分隊（バッド・バッチ）として知られる遺伝子変異を持つクローン・トルーパー部隊を特集するエピソードが4話含まれた。

### 企画
2020年7月にDisney+はクローン大戦後のバッド・バッチを描く『クローン・ウォーズ』最終シーズンからのスピンオフ『スター・ウォーズ: バッド・バッチ』を正式にルーカスフィルム・アニメーションに発注した。発表ではシリーズがデイブ・フィローニのビジョンとして説明され、彼とルーカスフィルムのアテナ・ポーティロ、スーパーバイジングディレクターのブラッド・ラウ、ヘッドライターのジェニファー・コルベットがエグゼクティブ・プロデューサー、ルーカスフィルムのキャリー・ベックとジョシュ・ライムスがそれぞれ共同エグゼクティブ・プロデューサーとプロデューサーに就任した。フィローニはシリーズを『クローン・ウォーズ』の「静脈の中で非常に重要」であると説明し、壮大でエキサイティングな冒険物語のシリーズに対するジョージ・ルーカスのビジョンに忠実であり続けるだろうと述べた。

### キャスティング
シリーズの最初の予告編は2020年12月に公開され、『クローン・ウォーズ』に続いてディー・ブラッドリー・ベイカーがバッド・バッチとキャプテン・レックスを含む全てのクローン・トルーパーの声優を務めることが明かされた。また『マンダロリアン』のフェネック・シャンドの若年期が登場することも明らかとなり、女優のミンナ・ウェンが『マンダロリアン』に続いてフェネックを演じることも発表された。さらにスティーブン・スタントンとアンドリュー・キシーノもターキン提督とソウ・ゲレラを再演することが明らかとなった。

### 音楽
2021年1月、『クローン・ウォーズ』と『反乱者たち』に続いてケヴィン・カイナーがシリーズの音楽を手がけることが明らかとなった。彼は『クローン・ウォーズ』の最終シーズンでバッド・バッチのテーマ曲を書いた。

## マーケティング
ルーカスフィルム社長のキャスリーン・ケネディは2020年12月10日のディズニーのインベスター・デイのイベントでシリーズを宣伝し、シリーズの最初の予告編を公開した。Syfy Wireのジェイコブ・オラーは予告編によってシリーズは『クローン・ウォーズ』のよりアクションの多いバージョンに見えると批評し、1980年代のテレビドラマ『特攻野郎Aチーム』と比較した。

## 公開
『スター・ウォーズ: バッド・バッチ』の70分の初回は『スター・ウォーズ』の日である2021年5月4日にDisneyで配信された。第2話は2021年5月7日に配信され、以降は第1シーズン全16話が毎週1話ずつ配信予定である。

## 評価
レビュー収集サイトのRotten Tomatoesでは39件のレビューで支持率は93%、平均点は7.5/10となった。Metacriticでは7件のレビューに基づいて加重平均値は67/100となった。